# 法塔托
8°33′S 179°11′E / 8.550°S 179.183°E

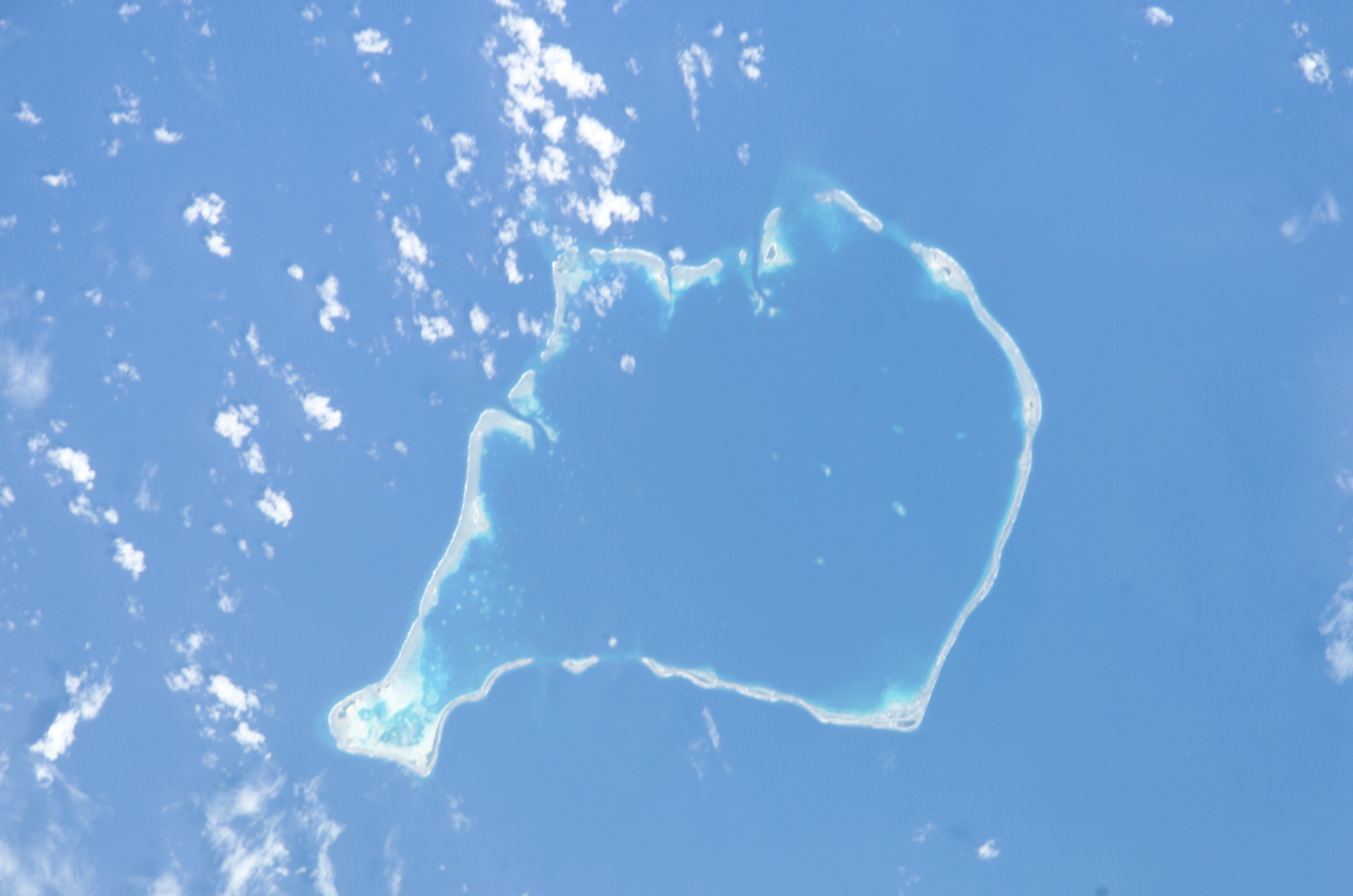
富納富提全圖

法塔托（英語：Fatato Isle）是一個位於吐瓦魯首都富納富提的一座珊瑚礁島嶼。2002年，亚太全球变化研究网络 (APN) 对該島的海岸进行系统研究，了解全球气候变化对环礁的影响。